# Michel Delebarre
Michel Delebarre (Bailleul, 27 aprile 1946 – Lilla, 9 aprile 2022) è stato un funzionario e politico francese, membro del Partito Socialista.
Fu più volte ministro in governi di sinistra. Fu sindaco di Dunkerque dal 1989 al 2014.

## Biografia
Laureato in geografia, Michel Delebarre era figlio di Stéphane Valéry Delebarre (1914-1992), comandante di riserva onorario, ufficiale della Legion d'onore e detentore della Croix de guerre e di Georgette Deroo (1918-2000).
Nel 1969 ha sposato Janine Debeyre (figlia del rettore Guy Debeyre). 

## Carriera politica
Nel 1982 fu nominato capo di gabinetto del primo ministro Pierre Mauroy. Durante la presidenza di François Mitterrand ricoprì diversi incarichi ministeriali tra il 1984 e il 1986 e tra il 1988 e il 1993. I suoi dicasteri includevano: lavoro, affari sociali, trasporti e servizio pubblico. Fu anche nominato ministro per l'urbanistica.
Nel 1989 Michel Delebarre fu eletto sindaco di Dunkerque, carica che mantenne fino al 2014, venendo rieletto nel 1995, 2001, 2008; nel 2002 fu eletto deputato all'Assemblea nazionale francese per il Partito Socialista, rieletto nel 2007. Dal 1998 al 2001 fu presidente del Consiglio regionale del Nord-Passo di Calais. Dal 1999 al 2008 Michel Delebarre presiedette la più grande Associazione francese dell'edilizia sociale (Union Sociale pour l'Habitat) che rappresenta 820 sedi locali con un patrimonio di 5 milioni di alloggi in affitto.
Coinvolto nello scandalo delle intercettazioni telefoniche, avvenute durante la presidenza di François Mitterrand, e in particolare accusato di aver posto sotto intercettazione Jean-Edern Hallier, fu condannato nel 2005, con pena sospesa.
Nel febbraio 2006 fu eletto presidente del Comitato delle Regioni dell'Unione europea (CdR). Dal febbraio 2008 al 2010 fu primo vicepresidente del CdR.
Nel 2011 fu eletto senatore francese; mantenne la carica fino al 2017, quando non si ricandidò.

## Pubblicazioni
- Le temps des villes, 1993
- Jean Bart. La légende du corsair Lafon, Neuilly-sur-Seine 2002, ISBN 2-84098-787-2